# Heilig jaar

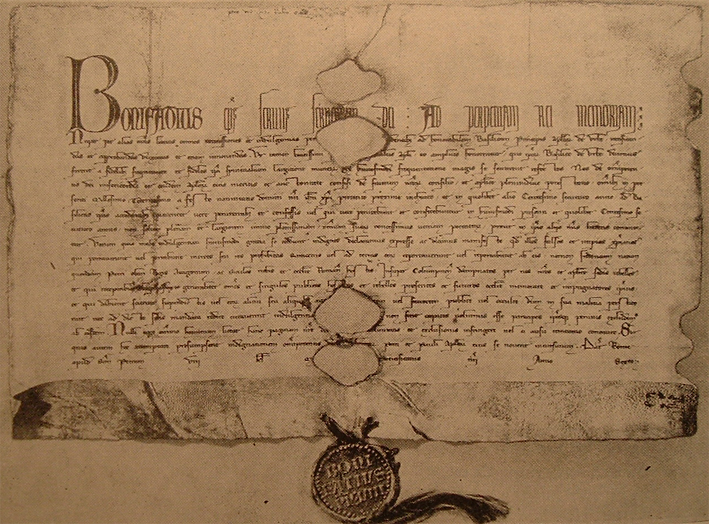
De bul Nuper per alias, die een aanvulling vormde op de door paus Bonifatius VIII uitgevaardigde bul Antiquorum habet, waarmee het eerste gedocumenteerde heilig jaar (1300) werd afgekondigd.

Het katholieke heilig jaar of jubeljaar is een religieus evenement dat de nadruk legt op de vergeving van de zonden van de gelovigen en hun verzoening met God. Als gelovige katholieken aan bepaalde voorwaarden voldoen, wordt hen een volle aflaat verleend. De praktijk is ontstaan in de middeleeuwen en vindt zijn oorsprong onder andere in het joodse jubeljaar. 

## Ontstaan en tijdspanne
1300 is het oudst gedocumenteerde heilig jaar. De traditie wil dat paus Bonifatius VIII zo onder de indruk was van de hoeveelheid pelgrims die de graven van Petrus en Paulus in Rome wilde bezoeken en hem steun betuigde dat hij 1300 met de bul Antiquorum habet uitriep tot een "jaar van vergeving van alle zonden". Het was zijn wens dat dit elke eeuw zou plaatsvinden.  
Om meer mensen in de gelegenheid te stellen een heilig jaar mee te maken werd dit nagenoeg onmiddellijk verkort tot eens in de vijftig jaar: Avignonpaus Clemens VI riep 1350 uit tot heilig jaar. Urbanus VI verkortte met de bul Salvator Noster Unigenitus (1389) de tijdspanne tot drieëndertig jaar, de lengte van het leven van Jezus, en kondigde meteen een nieuw heilig jaar af. De periode werd opnieuw aangepast door Paulus II, die met de bul Ineffabilis providentia (1470) de tijdsduur terugbracht tot vijfentwintig jaar.
De periode van een kwarteeuw is nog steeds van kracht. De paus kan echter steeds een buitengewoon heilig jaar afkondigen: Pius XI verklaarde 1933 een heilig jaar om de 1900ste verjaardag van Christus' kruisdood te markeren. Johannes Paulus II deed onverwacht hetzelfde met 1983 (= 1950 jaar na de dood van Christus). Als deze praktijk zich in de toekomst doorzet, zouden er dus zes heilige jaren per eeuw zijn in plaats van vier. Kritische stemmen wijzen erop dat de pelgrimstochten vooral een positief effect moeten genereren op de inkomsten van Vaticaanstad en van de stad Rome.

## Pelgrimstocht naar Rome
Om een aflaat te verkrijgen dient men steeds te biechten en de bijhorende penitentie te volbrengen, waarbij oprecht berouw van belang is. Het ontvangen van de communie tijdens de eucharistie en een gebed ter intentie van de paus zijn een tweede en derde verplichting. Daarnaast moeten traditioneel de belangrijkste kerken van Rome bezocht worden. Het verplichte bezoek aan het graf van Petrus (de Sint-Pietersbasiliek) en dat van Paulus (Sint-Paulus buiten de Muren) werd al snel uitgebreid met verplichte bezoeken aan de twee andere pauselijke basilieken: de Sint-Jan van Lateranen en de Maria de Meerdere. De paus kan de specifieke voorwaarden voor een aflaat steeds zelf bepalen. 
In 1500 ontstond de traditie van het openen en het sluiten van de Heilige Deuren: paus Alexander VI kondigde aan dat de Heilige Deuren van de vier pauselijke basilieken zouden geopend worden bij het begin van een heilig jaar. Hijzelf opende de deur van de Sint-Pietersbasiliek. Het openen en sluiten van deze deuren markeert sindsdien het begin en einde van een heilig jaar. Vandaag de dag wordt dit met een sleutel gedaan, terwijl de pausen vroeger rijkelijk versierde gouden en / of zilveren hamers en troffels hanteerden om de klus symbolisch te klaren. De laatste paus die ze ter hand nam was Pius XII bij het sluiten van het heilig jaar 1950.
Hoeveel pelgrims door de heilige jaren werden aangetrokken is niet precies bekend. De dichter Dante bezocht het heilig jaar in 1300 en vergelijkt in zijn Inferno (XVIII, 28-33) de drukte van de drommende naakte zielen in de achtste cirkel van de Hel met de enorme mensenmassa op de Tiberbrug. Hij vermeldt hierbij een nieuwe verkeersregel in Rome waarbij de bezoekers één richting moesten volgen. In 1350 bracht de pestepidemie veel pelgrims op de been; tijdens de vastenperiode van dat jaar waren er volgens de kroniekschrijver Matteo Villani zowat een miljoen mensen tegelijk in Rome. In het jubeljaar 1450 kwamen 80 pelgrims om tijdens een paniek die ontstond op de brug bij de Engelenburcht, een van de doorgangsroutes tussen de vier hoofdkerken. Het feit dat op één brug zoveel slachtoffers konden vallen, geeft aan hoe vol de stad moet zijn geweest. Het blijft tot in de twintigste eeuw moeilijk in te schatten hoeveel pelgrims Rome bezochten; in onze tijd spreken schattingen over 4 miljoen pelgrims in 1950 en 20 miljoen in 2016.

## 1800 en 1850
Ondanks de 25-jarige cyclus kon er zowel in 1800 als in 1850 geen sprake zijn van een heilig jaar. Het jubeljaar 1800 kon niet plaatsvinden nadat in 1798 de Romeinse Republiek was uitgeroepen en de paus door Napoleon was afgezet. De verbannen Pius VI overleed bovendien in 1799 en zijn opvolger, Pius VII, werd pas in maart 1800 gekozen. 
Ook het heilig jaar 1850 kon niet plaatsvinden door het uitroepen van de Romeinse Republiek tijdens het Risorgimento waardoor in 1848 paus Pius IX moest vluchten om pas in april 1850 terug te kunnen keren.

## Heilig jaar 2000
Hoewel de heilige jaren gericht zijn op de inkeer van de katholieke gelovigen stond bij het "grote jubileum" van het jaar 2000 tegelijkertijd ook de eenheid onder de christenen en de gelovige dialoog met de andere godsdiensten centraal. Om die reden werd de opening van de Heilige Deuren gewijzigd. Johannes Paulus II opende op kerstavond 1999 de Heilige Deur van de Sint-Pietersbasiliek. Enkele uren later opende in Jeruzalem en Bethlehem het heilig jaar op plechtige wijze. Het Heilig Land verkreeg daarmee een gelijkwaardige plaats als plaats van viering. Daarmee wilde de paus de grote betekenis van Jeruzalem benadrukken voor christenen, voor het joodse volk en voor de volgelingen van de islam. 
De voorwaarden om tijdens het heilig jaar 2000 een aflaat te verkrijgen werden door paus Johannes Paulus II in de bul Incarnationis Mysterium aanzienlijk vereenvoudigd.

## Heilig jaar 2016

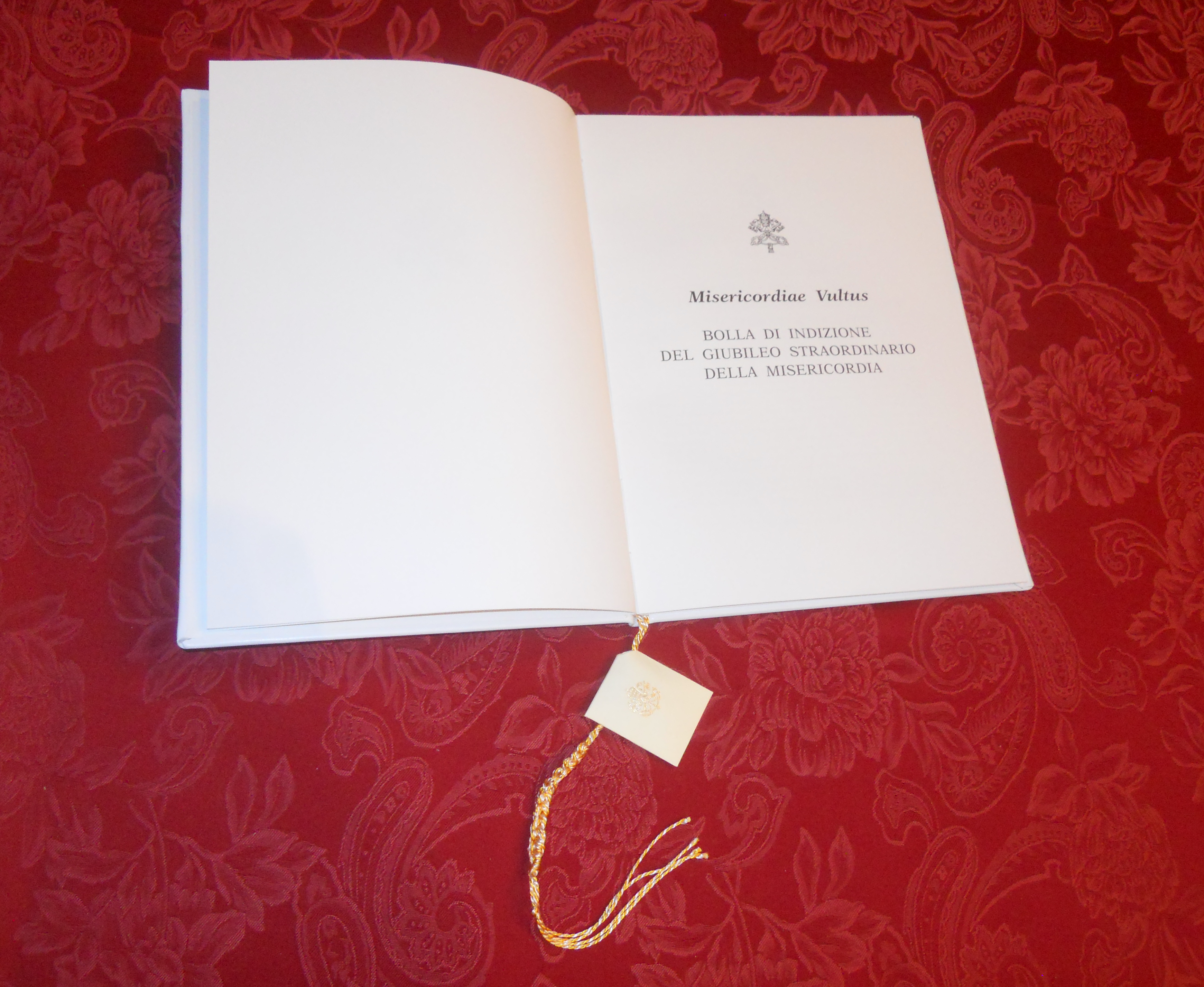
De bul Misericordiae vultus.

Paus Franciscus kondigde met de bul Misericordiae Vultus een buitengewoon heilig jaar aan, gewijd aan de barmhartigheid. Het Jubeljaar van de Barmhartigheid begon op 8 december 2015, het feest van de Onbevlekte Ontvangenis van Maria (tevens de vijftigste verjaardag van de sluiting van het Tweede Vaticaans Concilie) en eindigde op het feest van Christus Koning (in 2016 gevierd op 20 november). 
In lijn met zijn algemene visie decentraliseerde de paus dit heilig jaar: Rome stond niet centraal tijdens de vieringen. Daarom opende hij niet de Heilige Deur van de Sint-Pieter als eerste, maar wel - op 29 november, ruim een week voor de officiële start van het heilig jaar - de Heilige Deur in de kathedraal van Bangui, in de door oorlog verscheurde Centraal Afrikaanse Republiek. In Misericordiae Vultus had de paus namelijk bepaald dat elke kathedraal of (pelgrims)kerk ter wereld een Heilige Deur (of Deur van Barmhartigheid) kon aanwijzen als uiterlijk teken van de universele verbondenheid van de Kerk. Op 18 december opende de paus zelfs de Heilige Deur van een gaarkeuken vlak bij het treinstation Termini in Rome; de eerste Heilige Deur die niet tot een kerkgebouw behoorde, maar wel tot een gebouw van barmhartigheid.

## Pelgrims van hoop 2025
In 2025 viert de Rooms-Katholieke Kerk een jubeljaar. Het thema van dit jaar is ‘Pelgrims van Hoop’. Gelovigen krijgen uitgebreide mogelijkheden om de pelgrimage naar Rome en Vaticaanstad te ondernemen, en het sacrament van boete en verzoening te ontvangen. De Nederlandse bisdommen laten de bedevaart plaatsvinden in de meivakantie, van 26 april tot en met 3 mei 2025. Het logo drukt in beeldtaal uit dat de mensheid uit alle hoeken van de wereld gezamenlijk het Rooms-Katholieke geloof omarmt, de pelgrimstocht van het leven is niet altijd een reis door kalm water.

## Lijst van heilige jaren
1. 1300: paus Bonifatius VIII met de bul Antiquorum habet. Giotto schilderde een fresco van Bonifatius die het heilig jaar afkondigde in de Sint-Jan van Lateranen.
2. 1350: paus Clemens VI met de bul Unigenitus Dei Filius.
3. 1390: afgekondigd door paus Urbanus VI met de bul Salvator noster Unigenitus, maar voorgezeten door paus Bonifatius IX.
4. 1400: opnieuw paus Bonifatius IX, die geplaagd werd door tegenpausen in Avignon.
5. 1425: paus Martinus V (zou formeel pas in 1433 hebben moeten plaatsvinden).
6. 1450: paus Nicolaas V met de bul Immensa et innumerabilia.
7. 1475: afgekondigd door paus Paulus II, bekrachtigd door paus Sixtus IV met de bul Quemadmodum operosi en door hem voorgezeten.
8. 1500: paus Alexander VI.
9. 1525: paus Clemens VII met de bul Inter Sollucitudines.
10. 1550: afgekondigd door paus Paulus III, bekrachtigd door paus Julius III met de bul Si pastores ovium en door hem voorgezeten.
11. 1575: paus Gregorius XIII met de bul Dominus ac Redemptor.
12. 1600: paus Clemens VIII met de bul Annus Domini Placabilis.
13. 1625: paus Urbanus VIII met de bul Omnes Gentes.
14. 1650: paus Innocentius X met de bul Appropinquat Dilectissimi Filii.
15. 1675: paus Clemens X met de bul Ad Apostolicae Vocis Oraculum.
16. 1700: afgekondigd door paus Innocentius XII met de bul Regi Saeculorum, voorgezeten door paus Clemens XI.
17. 1725: paus Benedictus XIII met de bul Redemptor et Dominus Noster.
18. 1750: paus Benedictus XIV met de bul Peregrinantes a Domino[13].
19. 1775: afgekondigd door paus Clemens XIV met de bul Salutis Nostrae[14], voorgezeten door paus Pius VI.
20. 1825: paus Leo XII met de bul Quod Hoc Ineunte[15]. Door de heropbouw van de Sint-Paulus Buiten de Muren (verwoest door een brand in 1823) was een bezoek aan de Maria in Trastevere verplicht.
21. 1875: paus Pius IX met de bul Gravibus Ecclesiae[16]. (Heilig jaar zonder ceremoniële opening van de Heilige Deuren omwille van de politieke toestand).
22. 1900: paus Leo XIII met de bul Properante ad Exitum Saeculo[17].
23. 1925: paus Pius XI met de bul Infinita Dei Misericordia[18].
24. 1933: paus Pius XI kondigde met de bul Quod Nuper[19] een buitengewoon heilig jaar af, 1900 jaar na de kruisdood van Christus.
25. 1950: paus Pius XII met de bul Jubilaeum Maximum[20]. Ter gelegenheid van dit heilig jaar kondigde de paus het dogma af van de tenhemelopneming van Maria met lichaam en ziel.
26. 1975: paus Paulus VI met de bul Apostolorum Limina[21].
27. 1983: paus Johannes Paulus II kondigde met de bul Aperite Portas Redemptori[22] een buitengewoon heilig jaar af, 1950 jaar na de kruisdood van Christus.
28. 2000: paus Johannes Paulus II kondigde met de bul Incarnationis Mysterium[8] het "grote jubileum" af, dat speciale jubilea had voor verschillende bevolkingsgroepen actief in de Kerk.
29. 2016: paus Franciscus kondigde met de bul Misericordiae Vultus[10] een buitengewoon heilig jaar af, gewijd aan de barmhartigheid.
30. 2025: paus Franciscus met de bul Spes non confundit[23]